# Aufrecht geh’n
Aufrecht geh’n war der deutsche Beitrag zum Eurovision Song Contest 1984 in Luxemburg, der von Mary Roos gesungen wurde. Das Lied erreichte mit 34 Punkten Platz 13 von 19 Teilnehmern.

## Musik und Text
Das Lied ist eine beschwingte Ballade in E-Dur, die von einem für die damalige Zeit für dieses Genre typischen Instrumentarium aus Rhythmusgruppe (Schlagzeug, Bass, Gitarre), einigen Tasteninstrumenten (wie Klavier und Synthesizern) und einer Orchestersektion (Streicher und Bläser) begleitet wird. Der Text handelt von einer Person, die trotz einer gerade gescheiterten Beziehung aufrecht bleibt und sich ihren Stolz erhält. Dem ehemaligen Partner macht sie bewusst „keine Szene“.

## Geschichte
Die Musik stammt von Michael Reinecke, der Text von Michael Kunze. Die Produktion erfolgte durch Werner Böhm und Michael Reinecke. Beim Songcontest wurde es an 14. Stelle gesungen. Auf einer beinahe leeren Bühne waren außer Roos nur fünf Backgroundsängerinnen und -sänger zu sehen. Pierre Cao war Dirigent. Roos sang das Lied auch auf Englisch (I’ll Walk Tall) und Französisch (Du blues et du bleu) ein. Sie führte es u. a. auch in der ZDF-Hitparade auf.

## Chartplatzierungen
| ChartsChartplatzierungen | Höchstplatzierung | Wochen |
| ------------------------ | ----------------- | ------ |
| Deutschland (GfK)        | 56 (4 Wo.)        | 4      |